# Strubensee
Strubensee ist ein Ortsteil der Gemeinde Vielitzsee im Landkreis Ostprignitz-Ruppin in Brandenburg. Der Ort liegt zwischen dem 90 ha großen Wutzsee im Norden und dem 120 ha großen Vielitzsee im Südwesten.

## Geschichte
Der Name alternierte noch Ende des 18. Jahrhunderts zwischen Struensee, Struvensee und Strubensee.
Der Name des geadelten Geschlechts Struensee wird auf das kleine Dorf bei Neuruppin zurückgeführt.
In Neuruppin erscheint die Familie erstmals 1477 unter den Bürgern.

### Eingemeindungen
Am 1. Mai 1970 erfolgte der Zusammenschluss der damals selbständigen Gemeinden Strubensee und Seebeck zu Seebeck-Strubensee. Diese Gemeinde schloss sich am 31. Dezember 2001 mit der Gemeinde Vielitz zur neuen Gemeinde Vielitzsee zusammen.

## Sehenswürdigkeiten
- In der Liste der Baudenkmale in Vielitzsee sind für Strubensee fünf Baudenkmale aufgeführt:
  - Dorfkirche Strubensee mit Kirchhofmauer, an der Dorfstraße
  - Dorfschule (Dorfstraße 19)
  - Gehöft, das aus Wohnhaus, drei Wirtschaftsgebäuden, der Einfriedung und Hofpflasterung besteht (Dorfstraße 17/17a)
  - zwei Wirtschaftsgebäude (Dorfstraße 7 und 11)

- In der Liste der Bodendenkmale in Vielitzsee ist für Strubensee kein Bodendenkmal aufgeführt.